# Экклс, Джон Кэрью
Сэр Джон Кэ́рью Экклс (англ. John Carew Eccles; 27 января 1903, Мельбурн, Австралия — 2 мая, 1997, Локарно, Швейцария) — австралийский нейрофизиолог, лауреат Нобелевской премии по физиологии и медицине в 1963 году.
Президент Австралийской академии наук (1957—1961).
Со своим коллегой, основоположником современной нейрохирургии Уайлдером Пенфилдом, выполнившим свыше 10 000 операций на мозге, Экклс написал книгу «Тайна человека».
Джон Экклс написал в соавторстве с одним из самых влиятельных философов науки XX столетия К. Р. Поппером книгу «Личность и мозг» («The Self and Its Brain»). Соавтором ещё одной его книги («The Wonder of Being Human – Our Brain & Our Mind») был философ сознания Дэниэл Робинсон.

## Биография
Родился в Мельбурне, Австралия. Родители — Уильям и Мэри Кэрью были учителями. В 1925 году окончил Мельбурнский Медицинский Университет в числе лучших студентов.

## Награды
- 1925 — Стипендия Родса
- 1958 — Рыцарь-бакалавр
- 1959 — Стипендия Ферриера[англ.]
- 1960 — Медаль Котениуса
- 1962 — Королевская медаль, «In recognition of his distinguished investigations of the function of the spinal cord, particularly of the mechanisms of excitation and inhibition.»
- 1963 — Нобелевская премия по физиологии или медицине (совместно с Аланом Ходжкином и Эндрю Хаксли), «За открытия, касающиеся ионных механизмов возбуждения и торможения в периферических и центральных участках нервных клеток.»[5]
- 1963 — Австралиец года
- 1990 — Компаньон ордена Австралии